# Molí de Ca n'Aulet
El Molí de Ca n'Aulet és una obra d'Arbúcies (Selva) inclosa a l'Inventari del Patrimoni Arquitectònic de Catalunya.

## Descripció
Situat al bell mig del corredor Montseny-Guilleries, l'antic Molí de Ca n'Aulet era una petita casa adossada a una masoveria, de la qual actualment en queden pocs vestigis. L'edifici va patir una gran reforma per fer-lo habitable i convertir-ne una part en casa de turisme rural, s'hi van fer ampliacions i es va restaurar part de l'antiga masia. El conjunt consta de dues petites cases independents, "el Cirerer" i "l'Estada", voltades de jardins i d'un porxo amb barbacoa. La finca té prats i pastures, que es troben inclosos dins del pla d'espais d'interès natural per la seva riquesa i biodiversitat, i la casa gran és datada del 1547.
El que es conserva és el mur de la bassa i l'estructura del rec, hi ha també l'antic pou. Aquesta paret de pedra que formava part de la bassa d'aigua, s'ha reaprofitat i s'utilitza com a porxo cobert amb bigues i cairats de fusta que s'ha construït al damunt. En un extrem, també es conserva el forat per on circulava l'aigua. Correlatiu a aquest porxo hi ha una estada tancada, també de nova construcció.
A la part de baix, hi ha una petita caseta de dues plantes totalment reformada tot i mantenir a l'interior un dels arcs del carcavà, així com alguna llinda o pedra amb decoracions posada com a paviment. El molí es troba enterrat sota l'edifici. A fora, tocant una de les façanes laterals, hi ha una gran mola de pedra partida per la meitat que és original de l'antic molí. Cal destacar la instal·lació de plaques solars damunt la teulada d'aquest edifici.
Pel que fa a la casa principal del conjunt, el que corresponia a l'antiga masoveria, és de planta rectangular, amb dos pisos en una part i tres en una altra aprofitant el desnivell del terreny. La coberta és a doble vessant amb caiguda a la façana. Les obertures són rectangulars envoltades amb pedra monolítica a la planta baixa i al primer pis, i amb rajol al pis superior. Algunes d'elles presenten una reixa de ferro senzilla que les protegeix. En aquesta façana hi ha també un rellotge de sol, de nova construcció, fet amb peces de ceràmica i col·locat a l'extrem dret. L'entrada principal està situada a l'altura del primer pis i al damunt de la porta hi ha una petita teulada. Al davant, una mena de terrassa-balcó fa de porxo a la part de sota. A través d'unes escales fetes en el terreny, arribes a la planta baixa, on hi ha un altre habitatge i la recepció-botiga del mas.
A la part posterior d'aquesta façana, hi ha un cos afegit des del qual també es pot accedir a l'interior, és el que actualment s'ha convertit en entrada principal, ja que el camí d'arribada a la casa queda al davant. Hi ha altres edificacions annexes al voltant de la casa, destinades a diferents usos com ara garatges, estables, etc., ja que s'hi fan divereses activitats i la finca i el bestiar estan avalats pel consell català de producció d'agrícultura ecològica.